# Robert Sutton
Robert I. Sutton (Chicago, 1954) è un saggista, esperto di gestione e psicologo del lavoro statunitense.

## Biografia
Robert Sutton è professore di scienza dell'ingegneria gestionale, condirettore del ‘'Center for Work, Technology, and Organization'’, ricercatore e cofondatore dello ‘'Stanford Technology Ventures Program'’ presso l'università di Stanford. Si occupa di innovazione, di connessioni e lacune tra la conoscenza e le azioni organizzative e recentemente di “stronzi nei posti di lavoro”. Accademicamente ha conseguito il BA (Bachelor of Arts) a Berkeley nel 1977, il MA (Master of Arts) ed il Ph.D presso l'università del Michigan nel 1981 e 1984 rispettivamente. Consulente per molte aziende statunitensi ed europee, vive in California.

## Pubblicazioni
Sutton ha pubblicato oltre 150 articoli per testate quali l'Harvard Business Review, Esquire magazine ed altri. Ha scritto diversi libri quali:
- 2007 - The No Asshole Rule: Building a Civilized Workplace and Surviving One That Isn't (tradotto in italiano: Il metodo antistronzi: come creare un ambiente di lavoro più civile e produttivo o sopravvivere se il tuo non lo è, edito nel 2007 da Elliot)
- 2005 - Hard Facts, Dangerous Half-Truths, and Total Nonsense: Profiting from Evidence-Based Management (scritto con Jeffrey Pfeffer)
- 2002 - Weird Ideas That Work: 11 1/2 Practices for Promoting, Managing, and Sustaining Innovation
- 1999 - The Knowing-Doing Gap: How Smart Firms Turn Knowledge into Action (scritto con Jeffrey Pfeffer)